# Sciophila pusilla
Sciophila pusilla är en tvåvingeart som beskrevs av Philippi 1865. Sciophila pusilla ingår i släktet Sciophila och familjen svampmyggor. Inga underarter finns listade i Catalogue of Life.